# Panacea prola
Panacea prola är en fjärilsart som beskrevs av Doubleday 1848. Panacea prola ingår i släktet Panacea och familjen praktfjärilar. Inga underarter finns listade i Catalogue of Life.

## Bildgalleri

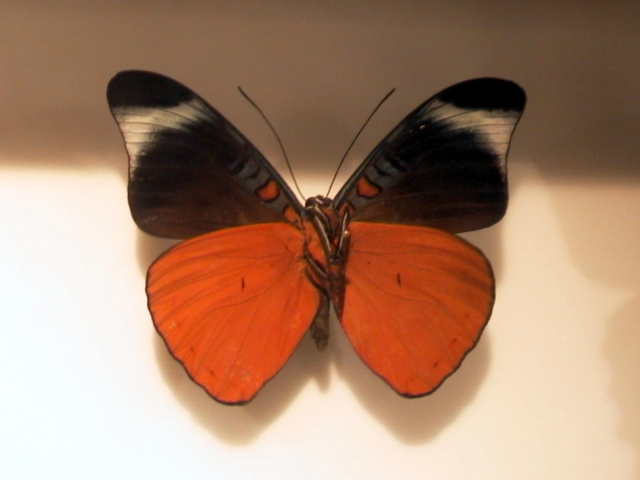
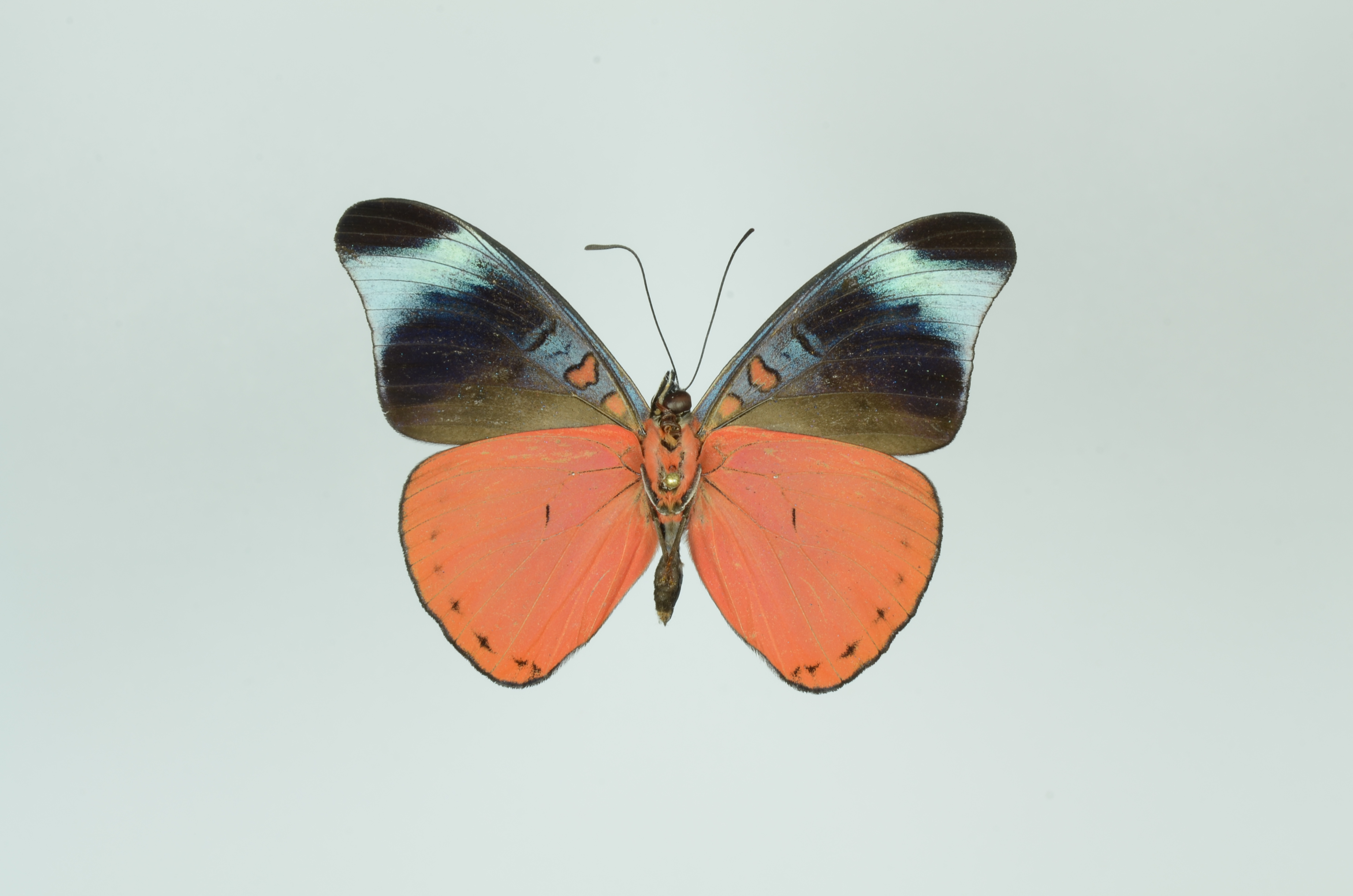